# Guyanavisseltyrann
Guyanavisseltyrann (Sirystes subcanescens) är en fågel i familjen tyranner inom ordningen tättingar.

## Utseende och läte
Guyanavisseltyrann är en medelstor tyrann i grått och vitt. Undersidan är rent vit, medan huvudet är kontrasterande mörkt och med vanligen uppburrade hjässfjädrar. Den skiljs från mörkhättad topptyrann genom den vita undersidan och mer varierade och upprörda läten, bland annat en utdragen sorgesam vissling och en snabbare serie med kortare visslingar, den sista mörkare och mer utdragen.

## Utbredning och systematik
Fågeln förekommer i Guyanaregionen och nordöstra Brasilien norr om Amazonfloden. Den behandlas som monotypisk, det vill säga att den inte delas in i några underarter. Tidigare kategoriserades den som en underart till Sirystes sibilator. 

## Levnadssätt
Guyanavisseltyrann hittas sparsamt i högväxt regnskog. Där håller den sig i trädtaket och födosöker efter insekter i bladverket som den fångar i korta utfall. Fågeln uppträder i par eller smågrupper som kan vara rätt så ljudliga, antingen som en del av kringvandrande artblandade flockar eller för sig. Den kan ofta ses sitta på exponerade bara grenar. 

## Status och hot
Arten har ett stort utbredningsområde, men tros minska i antal, dock inte tillräckligt kraftigt för att den ska betraktas som hotad. Internationella naturvårdsunionen IUCN listar arten som livskraftig (LC).